# Nicolasa Quintremán
Nicolasa Quintremán Calpán, née à Alto Biobío le 4 décembre 1939 et morte le 24 décembre 2013, est une activiste chilienne, du peuple pehuenche de la communauté de Ralco Lepoy dans la commune d'Alto Biobío.
Elle est connue au niveau national et international pour son opposition déterminée à la construction de la centrale hydroélectrique Ralco d'Endesa, conjointement à sa sœur Berta,,,. En tant que membre de l'organisation Mapu Domuche Newén (en français, « Femmes avec la force de la terre »), ses actions ont marqué « le début des luttes sociales face à l'impact environnemental et social que peuvent générer les grandes initiatives de ce type dans le pays ».

## Activisme
Nicolasa appartient à la communauté pehuenche de Ralco Lepoy, instance à partir de laquelle elle insuffle différentes manifestations à Santiago du Chili et Concepción pour protester contre la centrale hydroélectrique Ralco d'Endesa, et participe à plusieurs forums internationaux où elle présente les implications du projet pour les Pehuenches de l'Alto Biobío, tel celui organisé à la Commission des Droits Humains du Parlement européen,. Elle participe à une action intentée contre la compagnie et de la Commission Nationale de l'Environnement. En 1997, les sœurs Quintremán ont également remis au président chilien Eduardo Frei Ruiz-Tagle une lettre exprimant le profond désaccord des communautés pehuenches vis-à-vis du projet de développement hydroélectrique.

## Prix
En 2000, les sœurs Quintremán reçoivent en Allemagne le prix Petra Kelly « en l'honneur de leur résistance non-violente, leur courage et engagement [dans] la lutte contre la construction de méga-barrages »,.

## Mort
Le 24 décembre 2013, le corps sans vie de Nicolasa Quintremán est retrouvé flottant dans les eaux du lac artificiel créé par la mise en fonctionnement du barrage de Ralco, le même par lequel elle a acquis une notoriété publique en s'opposant à sa construction. Bien que le service médico-légal déclare que l'activiste est morte noyée des suites d'une chute accidentelle, des doutes subsistent quant à la véracité de la thèse de l'accident.